# Gravity
|  | Per a altres significats, vegeu «Gravity (pel·lícula)». |

Gravity és una població del Comtat de Taylor a l'estat d'Iowa (Estats Units d'Amèrica).

## Demografia
Segons el cens dels Estats Units del 2000 Gravity tenia 218 habitants, 85 habitatges, i 64 famílies. La densitat de població era de 280,6 habitants/km².
Dels 85 habitatges en un 29,4% hi vivien nens de menys de 18 anys, en un 60% hi vivien parelles casades, en un 11,8% dones solteres, i en un 24,7% no eren unitats familiars. En el 22,4% dels habitatges hi vivien persones soles l'11,8% de les quals corresponia a persones de 65 anys o més que vivien soles. El nombre mitjà de persones vivint en cada habitatge era de 2,56 i el nombre mitjà de persones que vivien en cada família era de 2,98.
Per edats la població es repartia de la següent manera: un 28% tenia menys de 18 anys, un 5% entre 18 i 24, un 27,1% entre 25 i 44, un 20,6% de 45 a 60 i un 19,3% 65 anys o més.
L'edat mediana era de 38 anys. Per cada 100 dones de 18 o més anys hi havia 98,7 homes.
La renda mediana per habitatge era de 25.000 $ i la renda mediana per família de 30.000 $. Els homes tenien una renda mediana de 25.625 $ mentre que les dones 20.536 $. La renda per capita de la població era de 13.312 $. Entorn del 16,2% de les famílies i el 18,1% de la població estaven per davall del llindar de pobresa.

## Poblacions properes
El següent diagrama mostra les poblacions més properes.